# Допера, Джон
Джон (Ян) Допера (англ. John Dopyera, словац. Ján Dopjera 6 июня 1893 — 3 января 1988) — американский изобретатель и предприниматель словацкого происхождения. Среди его изобретений резонаторная гитара и другие важные разработки на раннем этапе развития электрогитар.

## Биография
Ян Допера родился в многодетной семье из десяти детей. Его отец Йозеф Допера работал шахтёром в Дольной Крупе (ныне Трнавский край Словакии), куда семья перебралась сразу после рождения Яна. У отца был талант к музыке, поэтому он играл и сам конструировал скрипки. Именно под руководством отца Ян сделал свою первую скрипку ещё в юном возрасте. В 1908 году семья Допера, чувствуя приближение большой войны в Европе, переехала в США. В 1920 году Ян открыл свой магазин в Лос-Анджелесе, где он изготавливал и ремонтировал скрипки, банджо и другие деревянные струнные инструменты. В этот период Допера запатентовал несколько улучшений банджо.
В 1925 году Жорж Бошам, промоутер водевиля, попросил Доперу создать более громкую гитару. Бошаму была нужна гитара, которую слышно во время игры оркестра. Допера разработал гитару с тремя алюминиевыми конусами (резонаторами), размещёнными под мостом, что делало эту гитару гораздо громче обычной акустической. Звук гитары был насыщенным и металлическим. После этого Ян, его братья Руди, Эмиль и другие изобретатели основали компанию National String Instrument Corporation по изготовлению и продаже таких гитар музыкантам, которые работали в кино и джазовых клубах. Спустя несколько лет братья покинули компанию, чтобы основать новую под названием Dobro Manufacturing Company. Само название было игрой слов — первые две буквы соответствовали первым двум буквам фамилии братьев, а «bro» с английского означало «братья», целиком слово означало «хорошо» на словацком языке. Слоганом компании стало: «Dobro значит хорошо на любом языке».
В 1932 году, работая с мастером Артом Стимсоном, Допера изобрёл новый тип дизайна гитары, которая в дальнейшем стала известна как первая в мире электрическая испанская гитара, изготавливавшаяся промышленным способом. Допера также изобрёл устройство для зажима струн, предка современных устройств такого типа. Допера получил патенты на целый ряд изобретений, среди которых модификации множества струнных инструментов, в частности улучшения банджо и скрипок, изобретение электроскрипки и тому подобное.
Впоследствии братья Яна переехали в Чикаго, заработав миллионное состояние с компанией Valco. Ян решил остаться в Лос-Анджелесе. Он никогда не был ни богатым, ни известным. Его знали в узких кругах как талантливого изобретателя. Он умер в возрасте 94 лет в 1988 году, зарегистрировав за свою жизнь около 40 патентов.